# Testamento di Adamo
Il Testamento di Adamo o Libro di Adamo è un apocrifo dell'Antico Testamento, pseudoepigrafo di Set figlio di Adamo, scritto in siriaco ma pervenutoci anche in altre versioni, soprattutto in greco. La redazione definitiva pervenutaci risale al VI secolo d.C. scritta in ambiente cristiano probabilmente a Edessa, forse su nucleo precedente (giudaico?) del II-IV d.C. 
Contiene le ultime parole di Adamo al figlio Set nelle quali annuncia tra l'altro la venuta del Messia crocifisso e del diluvio universale.